# 竹綃蝶屬
竹綃蝶屬（學名：Patricia）是蛺蝶科斑蝶亞科綃蝶族中的一個屬。物種分佈於南美洲。

## 物種
- Patricia demylus
- 竹綃蝶 Patricia dercyllidas
- 奧竹綃蝶 Patricia oligyrtis